# 水沢城
水沢城（みずさわじょう）は、岩手県奥州市水沢にあった日本の城。北上川西岸の胆沢平野中心部にある平城である。一国一城制導入後は要害として扱われた。別名：臥牛城・大休城。

## 歴史・沿革

### 中世・近世
- 「岩手県地誌要略」によると天喜5年（1057年）源頼義の築く所とされるが明確な記録が残っておらず築城年代・築城者は不明。現地の伝承では葛西氏家臣の蜂谷氏・佐々木氏・柏山氏などがあげられており、葛西氏の胆沢平野支配の拠点の一つであったと考えられている。
- 豊臣秀吉の奥州仕置により小田原征伐に参陣をしなかった葛西氏は改易。同地は木村吉清の領地となり、水沢城にはその家臣松田源太郎左衛門が配置された。これらの領土仕置を不満としていた旧葛西・大崎両氏家臣や領民は一揆をおこす（葛西大崎一揆）。しかし、この一揆扇動に伊達政宗が関わっている疑いがかけられ、秀吉の命令で政宗により一揆が鎮圧された。（新領地獲得の為に政宗が起こした行動であるとも言われている。これにより、政宗は領地であった先祖伝来の伊達郡や征服した会津地方が没収された。）
- 政宗は一揆扇動の嫌疑は晴れたものの石高が減らされ米沢から旧葛西領・大崎領へ転封となった。天正19年（1591年）、水沢城を上杉景勝が修復。政宗の側近白石宗実が、福島県大森城から1万5000石をもって水沢城へと領地替えになった。宗実の死後、梁川宗清より養子をむかえ白石宗直が城主となる。
- 慶長5年（1600年）関ヶ原の戦いで東軍徳川家康についた政宗は、戦いの長期化を見込み、同じ東軍南部領を抑えるべく和賀郡旧領主和賀義忠の嫡男和賀忠親を支援し岩崎一揆を起こす。しかし、関ヶ原の戦いが1日で終結したため一揆が露呈。政宗の家臣白石宗直が忠親を水沢へ匿い一揆勢を支援した事が家康に知れるところとなり、東軍勝利の際に政宗の禄高100万石加増の約束「百万石のお墨付き」を反故にし、忠親は仙台にて処刑、宗直は登米郡寺池城に転封となった。
- 慶長6年（1601年）、政宗は居城を岩出山城から仙台城に移し、水沢城は仙台藩の一部となった。その後、一国一城令に伴い城から水沢要害と名称がかわり、当初は代官が置かれていたものの、柴田宗朝、石母田宗頼と領主が変わった。寛永6年(1629年)伊達政宗の従兄弟にあたる留守宗利が入ると、以後は宗利を祖とする水沢伊達家の支配が幕末まで続いた。
- 天保6年(1835年)、三の丸内に郷学「立生館」が開設される。

### 近代・現在

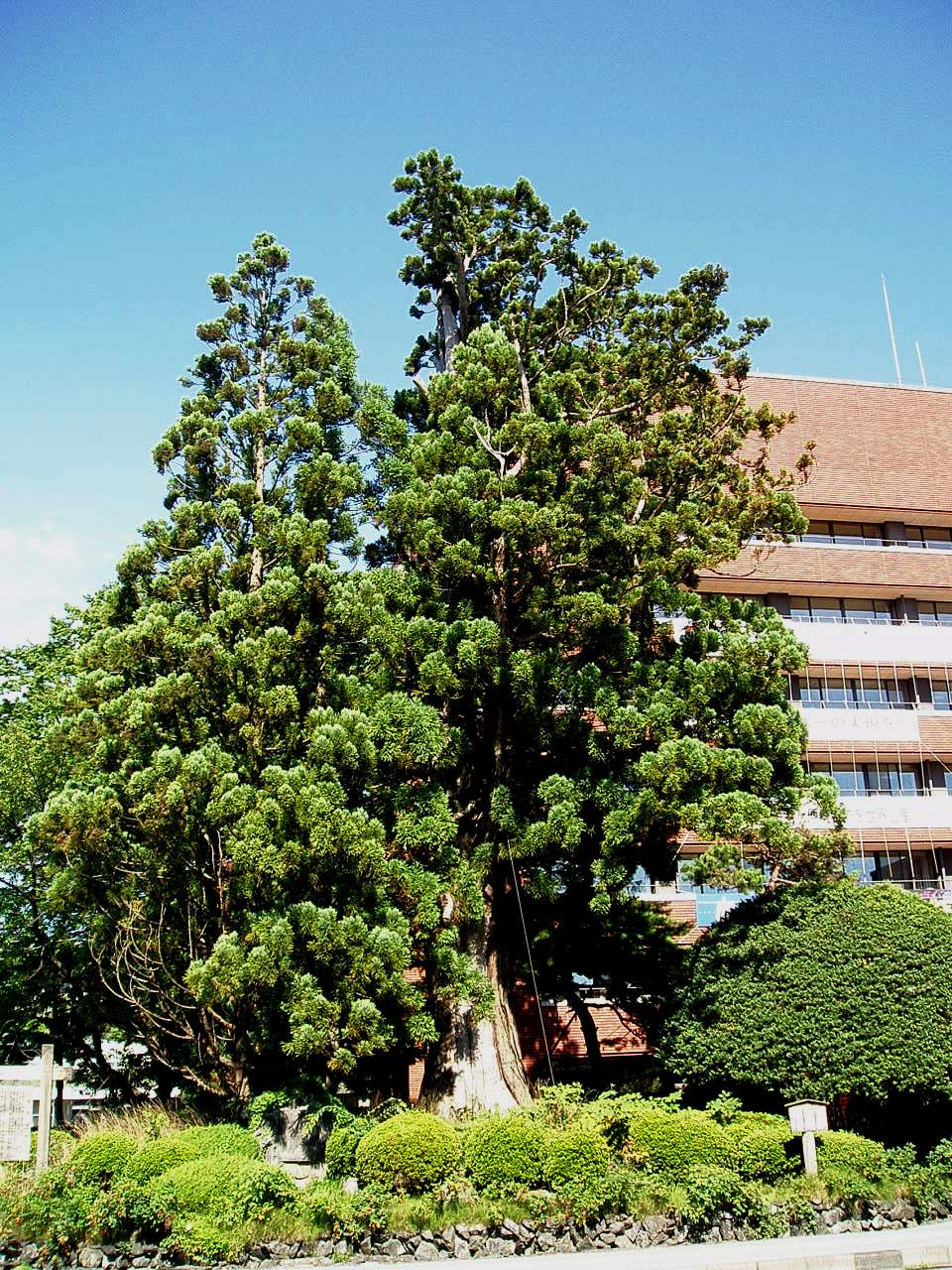
「姥杉」と奥州市役所

- 維新後、二ノ丸御殿に胆沢県庁がおかれ、後藤新平や斎藤実、山崎為徳が給仕として採用されている。
- 明治6年（1873年）1月　三ノ丸立生館及び道場を仮校舎に水沢小学校と称し（現：奥州市立水沢小学校）開校。
- 明治25年（1892年）7月　留守家に縁故払下がなされる。
- 明治36年（1903年）4月　水沢尋常高等小学校内に仮校舎として胆沢群立胆沢農学校設（現：岩手県立水沢農業高等学校）が開校し、明治40年（1907年）本丸・二ノ丸に新校舎を建設し移転。
- 明治44年（1911年） 胆沢郡立胆沢農学校内に胆沢郡立実科高等女学校（現：岩手県立水沢高等学校）が開設し、大正11年（1922年）三ノ丸跡一部に独立校舎が建設される。
- 大正13年（1924年）4月　南ノ丸跡に水沢町立水沢商業実践学校（現：岩手県立水沢商業高等学校）が開校。
- 昭和5年（1930年）岩手県立水沢農高等学校の移転に伴い二ノ丸敷地は民間に払い下げとなり、住宅地となる。
- 戦後、水沢町の財政難により水沢町立水沢小学校・岩手県立水沢商業高等学校が移転、跡地は一部民間に払い下げられ住宅地となり、小学校校舎は水沢町役場として利用。現在三ノ丸の町役場跡地は県南広域振興局・奥州市役所本庁となり城の遺構のほとんどが消滅。
- 民間に払い下げられたと思われる水沢城の御殿や蔵の一部は、住宅や蔵として転用され現在も市内に残っている。
- 現在、城の面影を残す遺構は本丸にあったとされる和光稲荷の花梨と、三ノ丸の土塁一部と、その上に推定樹齢500年の杉が市役所前にあり、「姥杉」として町のシンボルとなっている。

## 構造
江戸期の水沢城の面積は19,511坪で梯郭式。城の北西に本丸があり、以後外側に二ノ丸・三ノ丸、御門の外には当主の家族が暮らす南ノ丸があり、それぞれの曲輪（くるわ）が水堀と土塁で囲まれていた。
- 本丸は城内で最も高台にあり、御宝蔵、御薬焼場、馬場があり御城守護の和光(若生)稲荷社が祀られていた。
- 二ノ丸は城の中心となる御殿が築かれ、御座間、御書院、大広間、家老詰所、大番頭、目付、物書、小姓間等があり、池の傍の二階からは城が見下されるようになっていた。廻りには、埋門(うずみもん)、御台所、湯屋、酒蔵、味噌蔵、薪屋等があった。
- 三ノ丸は城の入り口になり表御門(大手門)、太皷櫓、御門番所、硝石蔵、御兵具蔵、御行列お供土蔵、備荒倉、御葺屋、御厩、馬場、練兵場、郷学立生館等のあり、太皷櫓には伊達家一門を表す鯱が飾ってあった。
- 南ノ丸は城の搦め手になり、予備的な広場であったが、伊達宗衡が城主の家族が多かったため、御殿がつくられた。
- 城の外堀として乙女川（御留川）・大町川と両河川を結ぶ堀を外堀とし、三つの枡形を整え警備にあたった。